# Eburia distincta
Eburia distincta är en skalbaggsart som beskrevs av Samuel Stehman Haldeman 1848. Eburia distincta ingår i släktet Eburia och familjen långhorningar.
Artens utbredningsområde är Bahamas. Inga underarter finns listade i Catalogue of Life.